# Cantó de Chevillon
El cantó de Chevillon és un cantó francès del departament de l'Alt Marne, situat al districte de Saint-Dizier. Té 8 municipis i el cap és Chevillon.

## Municipis
- Bayard-sur-Marne
- Chevillon
- Eurville-Bienville
- Fontaines-sur-Marne
- Maizières
- Narcy
- Osne-le-Val
- Rachecourt-sur-Marne

## Història
| Data d'elecció                           | Identitat        | Partit                                  | Qualitat |
| ---------------------------------------- | ---------------- | --------------------------------------- | -------- |
| 1945-1951                                | M. Schwartz      | PCF                                     |          |
| 1951-1984                                | René Rollin      | UDF-radical                             |          |
| 1984-1988                                | Jean Kaltenbach  | RPR                                     |          |
| 1988-2008                                | Michel Bozek     | divers droite, després UDF, després UMP |          |
| 2008-                                    | Christian Dubois | Divers droite                           |          |
| les dades anteriors no són pas conegudes |                  |                                         |          |
|                                          |                  |                                         |          |

## Demografia
| A partir de 1990: Població sense dobles comptes |